# Carlos Varela

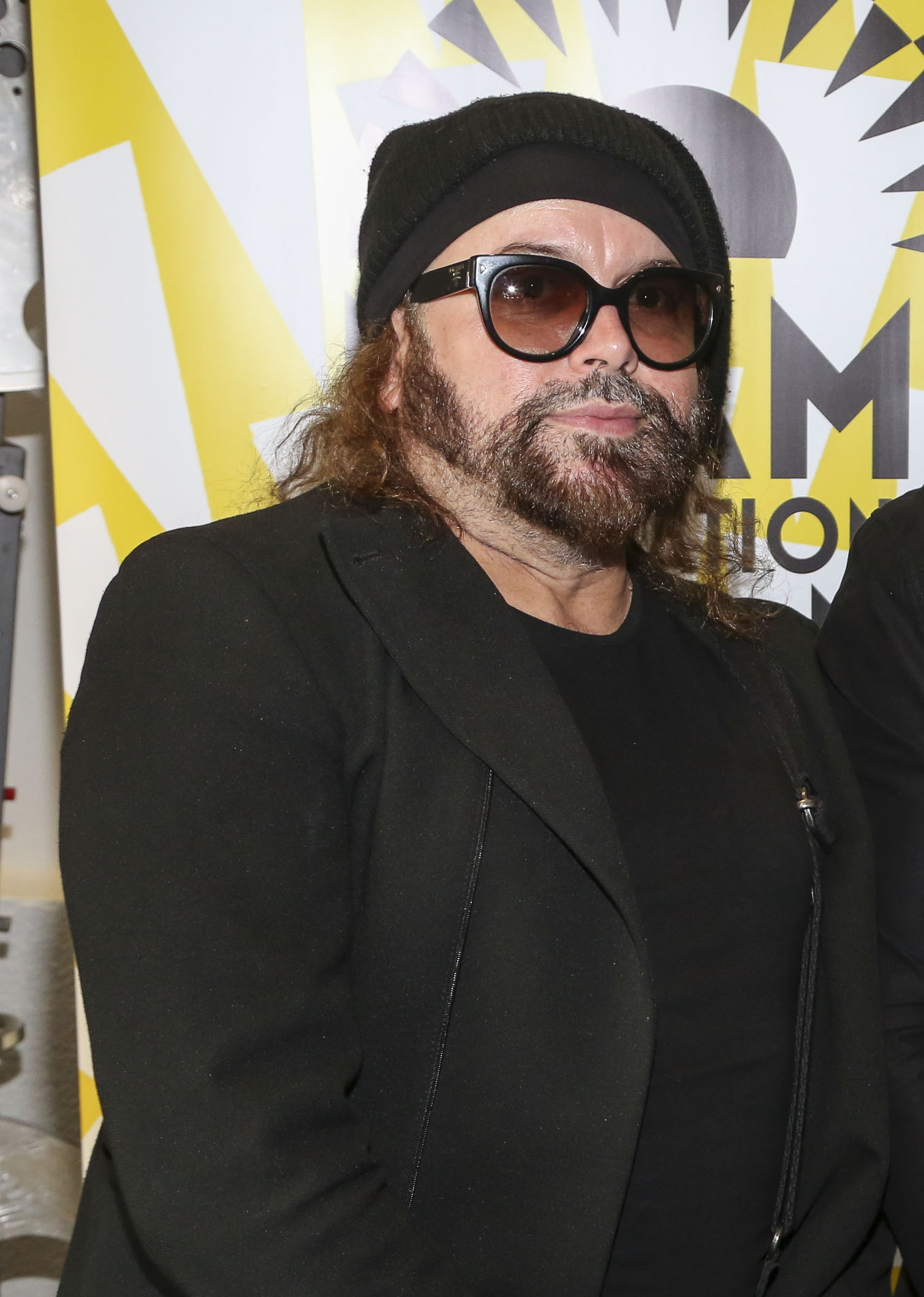
Carlos Varela in 2015

Carlos Varela (Havana, 11 april 1963) is een Cubaans singer-songwriter en dichter. Zijn kleding leverde hem de bijnam El Gnomo (De Kabouter) op.
Aan het begin van zijn muzikale carrière trad Varela op in privégelegenheden, zoals besloten clubs. Daar trok hij de aandacht van Silvio Rodríguez, die hem meenam op een tournee door Spanje. Zijn eerste album (Jalisco Park) kwam uit in dat land. In 1980 sloot Varela zich aan bij de Nueva Trova-beweging. Sinds de eeuwwisseling wordt de muziek van Varela gekenmerkt door openlijke kritiek op het regime van Fidel Castro.
Zijn lied Una Palabra (Een Woord) werd in 2001 gebruikt in de film Powder Keg van Alejandro González Iñárritu, en in 2004 in de film Man on Fire van Tony Scott.

## Discografie
- Jalisco Park (1989)
- Monedas al Aire (1991)
- Carlos Varela en vivo (1993)
- Como los peces (1995)
- Nubes (2000)
- Siete (2003)

- Biblioteca Nacional de España: XX1309931
- Bibliothèque nationale de France: cb14235774c (data)
- Gemeinsame Normdatei: 135345251
- International Standard Name Identifier: 0000 0000 8397 4265
- Library of Congress Control Number: n2002075612
- MusicBrainz: bf6bfdf4-0b99-45ec-92ae-ad5698142f16
- Nationale Bibliotheek van Israël: 987007349670505171
- Nederlandse Thesaurus van Auteursnamen: 383421527
- Système universitaire de documentation: 142916994
- Virtual International Authority File: 80122944
- WorldCat: E39PBJtrRfybDkfJWt9dYmM773